# Cabedelo
Cabedelo là một đô thị thuộc bang Paraíba, Brasil. Đô thị này có diện tích 31,265 km², dân số năm 2007 là 57017 người, mật độ 1695,7 người/km².